# Turó de la Brolla
El Turó de la Brolla és una muntanya de 778 metres que es troba al municipi d'Arbúcies, a la comarca de la Selva.